# Memru Renjaan

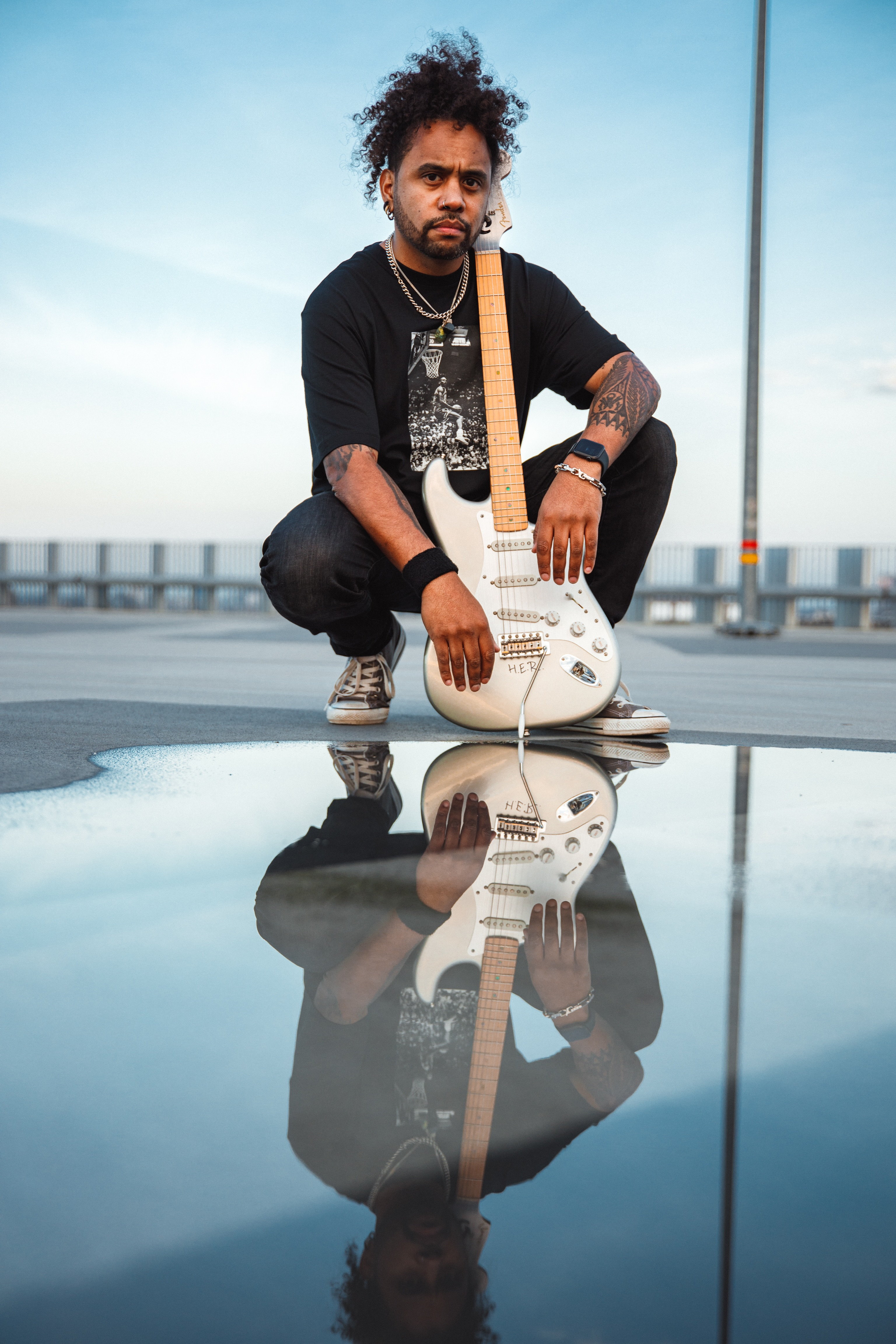
Memru Renjaan 2020

Memru Renjaan is een Nederlandse componist, gitarist en producer.
Renjaan kreeg vooral bekendheid als gitarist van Anouk in de periode van 2007 tot 2009.
Na een paar jaar als sessiemuzikant te spelen besloot Renjaan ook muziek te componeren/produceren. Zijn eerste single was Louise van Gers Pardoel, die de platina-status bereikte in Nederland en de gouden status in België. Ook schreef hij samen met Kenny B het nummer Parijs.
Renjaan begeleidde als muziekproducer meerdere kandidaten bij The voice of Holland in het eerste jaar van Anouk als coach, later ondersteunde hij ook team Ali B met dezelfde rol. Door de samenwerking met Ali B kwamen o.a. de singles Ik huil alleen bij jou en Let's go uit.
In 2016 kreeg het nummer Parijs een Edison voor het beste lied. In 2017 kregen drie liedjes waar Renjaan aan heeft meegewerkt, een Buma Award Nationaal, terwijl een jaar later met twee liedjes werd gewonnen.